# William Bateson

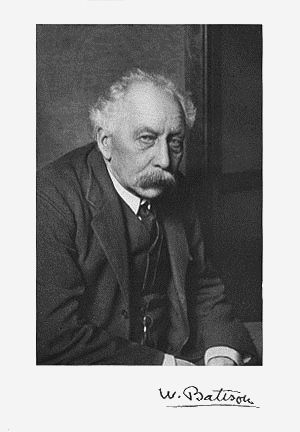
William Bateson

William Bateson (* 8. August 1861 in Whitby, England; † 8. Februar 1926 in Merton) war ein britischer Genetiker. Gemeinsam mit Edith Rebecca Saunders legte er zu Beginn des 20. Jahrhunderts die Grundlagen für das Verständnis der Mendelschen Regeln, deren Forschungsergebnisse 1866 von Mendel veröffentlicht, aber von der Wissenschaft bis dahin ignoriert worden waren. Er zeigte 1902 die Gültigkeit der Mendel-Regeln für das Tierreich und machte ihren Entdecker vor allem im englischen Sprachraum bekannt. Für seine Wissenschaft führte Bateson 1905 die Bezeichnung „Genetik“ ein.
Der Biologe, Anthropologe und Naturphilosoph Gregory Bateson war sein Sohn.

## Leben und Wirken

### Ausbildung
William Bateson wurde an der Rugby School und dem St. John’s College in Cambridge ausgebildet. 1883 legte er seinen Abschluss als B.A. in Cambridge ab, wo er auch als Assistent von Adam Sedgwick (1854–1913) tätig war.
Von 1883 bis 1884 arbeitete er bei William Keith Brooks (1848–1908) an der Johns Hopkins University. In den USA studierte er die Entwicklung des Eichelwurms Balanoglossus, für den er 1884 die Klasse Hemichorda aufstellte.

### Pionier der Genetik
Bateson erkannte die Bedeutung von Kreuzungen für das Verständnis der Vererbung. Danach trug er wesentlich dazu bei, dass die Arbeiten und Ideen Gregor Mendels allgemeine Anerkennung fanden. In den Artikel, mit dem er Mendel „verteidigte“, nahm Bateson dessen ins Englische übersetzte Arbeit über Pflanzen-Hybriden auf. Diese erste Übersetzung hatte der Botaniker Druery gefertigt.
In einem Brief, den Bateson am 10. April 1905 an Sedgwick schrieb, benutzte er zum ersten Mal das Hauptwort Genetik. Auf einer Tagung in London schlug er als Vorsitzender 1906 Genetik für die sich herausbildende Wissenschaft offiziell vor.
Auch die Fachwörter Gameten, Zygote, heterozygot und homozygot sind Bateson zu danken sowie der Terminus Allelomorph, später zu Allel gekürzt.
Von ihm stammt auch die Bezeichnung Epistase.
1907 war Bateson Silliman-Lecturer an der Yale University und von 1908 bis 1909 Professor für Biologie in Cambridge. Er entdeckte gemeinsam mit Reginald Punnett die Genkopplung und gründete mit ihm 1910 die Zeitschrift Journal of Genetics.

### Weitere Karriere
Bateson wurde 1910 zum Direktor der John Innes Horticultural Institution ernannt, was er bis zu seinem Tod blieb. Von 1912 bis 1914 hatte er zusätzlich die Fuller-Professur für Physiologie an der Royal Institution inne. 1922 wurde er Kurator am Britischen Museum.

### Auszeichnungen
Die Royal Society wählte Bateson 1894 zum Mitglied („Fellow“); sie verlieh ihm
1904 die Darwin-Medaille und 1920 die Royal Medal. 1901 erhielt er von der Royal Horticultural Society die Victoria Medal of Honour. 1909 wurde er in die Linné-Gesellschaft, 1912 in die Königliche Akademie der Wissenschaften und Schönen Künste von Belgien und 1921 in die National Academy of Sciences aufgenommen.
Die Russische Akademie der Wissenschaften wählte ihn 1923 zum korrespondierenden Mitglied.

## Der Begriff der Genetik
Wer etwas versteht, begreift, entwickelt damit einen Begriff. Je mehr man begreift, umso umfassender wird der Begriff.  Weil wir in Sprache denken, kann und muss der Begriff zur Sprache kommen – mit Worten, die eine Sprache vorrätig hat. Meist später findet die Sprachgemeinschaft für den neuen Begriff einen knappen, unverwechselbaren Ausdruck.
Der Begriff ist das Werkzeug, mit dem wir die Wirklichkeit deuten.
Ein definierter Begriffsinhalt kann in verschiedenen Sprachen einen eigenen Ausdruck haben. Als Beispiel diene eine ebene, waagrechte Platte; ihre Fläche sei kleiner als die begrenzte Grundfläche, auf der sie mit einem Bein oder mehreren steht. Für einen solchen Gegenstand, der im Deutschen „Tisch“ heißt, haben Sprachen eigene Worte, deren Begriffsinhalt gleich ist. 
| Ausdruck | Sprache       | . | Ausdruck | Sprache         |
| -------- | ------------- | - | -------- | --------------- |
| Bord     | dänisch       | . | TABULA   | lateinisch      |
| Mesa     | spanisch      | . | Tavola   | italienisch     |
| Pöytä    | finnisch      | . | Tisch    | deutsch         |
| Table    | engl., franz. | . | Τραπέζι  | Trapézi griech. |

Bateson selbst stellte fest, dass er die sprachliche Kombination „der Vererbung und der Veränderung“ mit seinem modernen Wort „Genetik“ ersetzte. Damit hat er einen neuen Ausdruck für den Begriff kreiert, mit dem bereits Mendel dachte. Der hatte künstliche Befruchtungen durchgeführt, „um neue Farben-Varianten zu erzielen“. Mendels Versuche hatten zum Ziel, „die Entwicklung der Hybriden in ihren Nachkommen zu verfolgen.“ Das ist Vererbung. Mendel begriff die Veränderlichkeit, die in den Varianten zu Tage tritt, und formulierte die Regeln für dieses Geschehen.
Mendel hatte für das Vererben einen revolutionären Begriffsinhalt: An die Nachkommen wird nicht ein Erbklumpen weitergegeben. Das Vererbbare besteht vielmehr aus „Elementen“ (heute: Gene), welche im Zusammenhang mit der Vererbung kombinieren, wodurch in den Varianten mögliche Veränderlichkeit sichtbar wird. „Es steht hier noch die große Frage offen, wie MENDEL auf seine Idee der partikulären Natur der Vererbung gekommen ist. – Er zerlegte die Art bzw. Rasse in „Eigenschaften“ und stellte die Forderung auf, bei der Kreuzung diese einzelnen Eigenschaften gesondert zu verfolgen.“

## Schriften (Auswahl)
- Materials for the study of variation treated with especial regard to discontinuity in the origin of species. Macmillan, London / New York 1894, archive.org
- mit Reginald C Punnett: The heredity of sex. In: Science 27, 698, 1908: 785–787.
- Problems of genetics. Yale University Press, New Haven 1913, archive.org
- Commonsense in racial problems. In: Eugenics Rev 13, 1921: 325–338. PDF. Genetik sei von Eugenik zu trennen: „Genetics are not primarily concerned with the betterment of the human race or other applications, but with a problem of pure physiology, and I am a little afraid that the distinctness of our aims may be obscured. Alliances between pure and applied science are as dangerous as those of spiders, in which the fertilising partner is apt to be absorbed.“
- Genetical analysis and the theory of natural selection. In: Science 55, 1423, 1922: 373. PDF.